# Rai Isoradio
Rai Isoradio este un serviciu radio italian de consiliere rutieră dedicat furnizării de rapoarte de trafic actualizate (cunoscute sub numele de Onda Verde) și rapoarte meteo furnizate de Aeronautica Militare, anunțuri de serviciu public ale diferitelor organizații guvernamentale și publice, informații despre căile ferate de la Ferrovie dello Stato, buletine de știri de la GR1, TG1 și TG3 și muzică.
În colaborare cu Autostrade per l'Italia și Autostrada dei Fiori , Rai Isoradio acoperă toate autostrăzile italiene (mai ales pe 103,3 MHz). În timpul nopții (0:30-5:30, cunoscut sub numele de Isonotte), rețeaua transmite și muzică italiană independentă non-stop (întreruptă de informațiile de trafic la fiecare 30 de minute).